# Ronde van Frankrijk 2010/Negende etappe

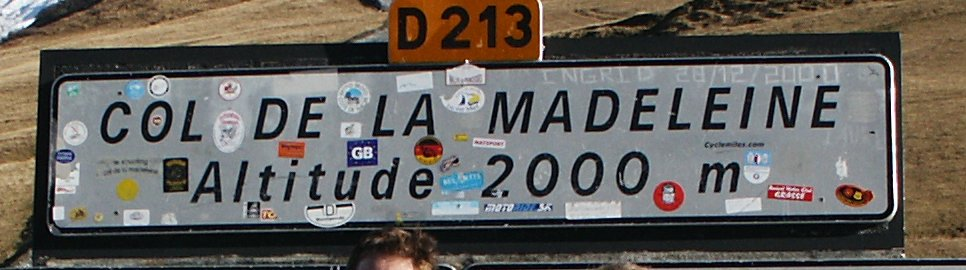
La Madeleine, een beklimming van de buitencategorie

De negende etappe van de Ronde van Frankrijk 2010 werd verreden op dinsdag 13 juli 2010 over een afstand van 204,5 kilometer van Morzine-Avoriaz naar Saint-Jean-de-Maurienne na een rustdag op maandag 12 juli 2010 in Morzine-Avoriaz. Het was een bergrit in de Alpen met één berg van de 4e categorie, een van de 2e categorie, twee van de 1e categorie en één beklimming van de buitencategorie op de Col de la Madeleine.

## Verloop

### Bergsprints
| Beklimming Côte de Châtillon na 18,5 km | Beklimming Côte de Châtillon na 18,5 km | Beklimming Côte de Châtillon na 18,5 km | 4e cat. 2,1 km à 3,9 % | 4e cat. 2,1 km à 3,9 % |
| Plaats                                  | Naam                                    | Naam                                    | Punten                 |                        |
| Winnaar                                 | Jérôme Pineau                           | Jérôme Pineau                           | 3                      |                        |
| 2                                       | Jens Voigt                              | Jens Voigt                              | 2                      |                        |
| 3                                       | Anthony Charteau                        | Anthony Charteau                        | 1                      |                        |

| Beklimming Col de la Colombière na 46 km | Beklimming Col de la Colombière na 46 km | Beklimming Col de la Colombière na 46 km | 1e cat. 16,5 km à 6,7 % | 1e cat. 16,5 km à 6,7 % |
| Plaats                                   | Naam                                     | Naam                                     | Punten                  |                         |
| Winnaar                                  | Christophe Moreau                        | Christophe Moreau                        | 15                      |                         |
| 2                                        | Jérôme Pineau                            | Jérôme Pineau                            | 13                      |                         |
| 3                                        | Anthony Charteau                         | Anthony Charteau                         | 11                      |                         |
| 4                                        | Sandy Casar                              | Sandy Casar                              | 9                       |                         |
| 5                                        | Luis León Sánchez                        | Luis León Sánchez                        | 8                       |                         |
| 6                                        | Cyril Gautier                            | Cyril Gautier                            | 7                       |                         |
| 7                                        | Jens Voigt                               | Jens Voigt                               | 6                       |                         |
| 8                                        | José Ivan Gutierrez                      | José Ivan Gutierrez                      | 5                       |                         |

| Beklimming Col des Aravis na 71 km | Beklimming Col des Aravis na 71 km | Beklimming Col des Aravis na 71 km | 2e cat. 7,6 km à 5,9 % | 2e cat. 7,6 km à 5,9 % |
| Plaats                             | Naam                               | Naam                               | Punten                 |                        |
| Winnaar                            | Jérôme Pineau                      | Jérôme Pineau                      | 10                     |                        |
| 2                                  | Christophe Moreau                  | Christophe Moreau                  | 9                      |                        |
| 3                                  | Anthony Charteau                   | Anthony Charteau                   | 8                      |                        |
| 4                                  | Damiano Cunego                     | Damiano Cunego                     | 7                      |                        |
| 5                                  | Sandy Casar                        | Sandy Casar                        | 6                      |                        |
| 6                                  | Cyril Gautier                      | Cyril Gautier                      | 5                      |                        |

| Beklimming Col des Saisies na 97 km | Beklimming Col des Saisies na 97 km | Beklimming Col des Saisies na 97 km | 1e cat. 14,4 km à 5,1 % | 1e cat. 14,4 km à 5,1 % |
| Plaats                              | Naam                                | Naam                                | Punten                  |                         |
| Winnaar                             | Jérôme Pineau                       | Jérôme Pineau                       | 15                      |                         |
| 2                                   | Christophe Moreau                   | Christophe Moreau                   | 13                      |                         |
| 3                                   | Anthony Charteau                    | Anthony Charteau                    | 11                      |                         |
| 4                                   | Jens Voigt                          | Jens Voigt                          | 9                       |                         |
| 5                                   | Damiano Cunego                      | Damiano Cunego                      | 8                       |                         |
| 6                                   | Luis León Sánchez                   | Luis León Sánchez                   | 7                       |                         |
| 7                                   | Johannes Fröhlinger                 | Johannes Fröhlinger                 | 6                       |                         |
| 8                                   | Cyril Gautier                       | Cyril Gautier                       | 5                       |                         |

| Beklimming Col de la Madeleine na 172,5 km | Beklimming Col de la Madeleine na 172,5 km | Beklimming Col de la Madeleine na 172,5 km | HC cat. 25,5 km à 6,2 % | HC cat. 25,5 km à 6,2 % |
| Plaats                                     | Naam                                       | Naam                                       | Punten                  |                         |
| Winnaar                                    | Anthony Charteau                           | Anthony Charteau                           | 40                      |                         |
| 2                                          | Damiano Cunego                             | Damiano Cunego                             | 36                      |                         |
| 3                                          | Luis León Sánchez                          | Luis León Sánchez                          | 32                      |                         |
| 4                                          | Sandy Casar                                | Sandy Casar                                | 28                      |                         |
| 5                                          | Christophe Moreau                          | Christophe Moreau                          | 24                      |                         |
| 6                                          | Andy Schleck                               | Andy Schleck                               | 20                      |                         |
| 7                                          | Alberto Contador                           | Alberto Contador                           | 16                      |                         |
| 8                                          | Samuel Sanchez                             | Samuel Sanchez                             | 14                      |                         |
| 9                                          | Jens Voigt                                 | Jens Voigt                                 | 12                      |                         |
| 10                                         | Robert Gesink                              | Robert Gesink                              | 10                      |                         |

### Tussensprints
| Tussensprint Cluses na 25,5 km |                     |        |
| Plaats                         | Naam                | Punten |
| Winnaar                        | Thor Hushovd        | 6      |
| 2                              | Johannes Fröhlinger | 4      |
| 3                              | Jens Voigt          | 2      |

| Tussensprint La Bathie na 135,5 km |                     |        |
| Plaats                             | Naam                | Punten |
| Winnaar                            | José Ivan Gutierrez | 6      |
| 2                                  | Sandy Casar         | 4      |
| 3                                  | Christophe Moreau   | 2      |

## Rituitslag
| Plaats  | Naam              | Ploeg                 | Tijd     |
| ------- | ----------------- | --------------------- | -------- |
| Winnaar | Sandy Casar       | Française des Jeux    | 5u38'10" |
| 2       | Luis León Sánchez | Caisse d'Epargne      | z.t.     |
| 3       | Damiano Cunego    | Lampre-Farnese Vini   | z.t.     |
| 4       | Christophe Moreau | Caisse d'Epargne      | + 0'02"  |
| 5       | Anthony Charteau  | Bbox Bouygues Télécom | z.t.     |
| 6       | Andy Schleck      | Team Saxo Bank        | z.t.     |
| 7       | Alberto Contador  | Astana                | z.t.     |
| 8       | Samuel Sánchez    | Euskaltel-Euskadi     | + 0'53"  |
| 9       | Joaquím Rodríguez | Katjoesja             | + 2'07"  |
| 10      | Levi Leipheimer   | Team RadioShack       | z.t.     |
|         |                   |                       |          |
| 11      | Robert Gesink     | Rabobank              | + 2'07"  |
| 14      | Kevin De Weert    | Quick Step            | + 2'50"  |

## Strijdlustigste renner
|  | Renner            | Ploeg            |
|  | ----------------- | ---------------- |
|  | Luis León Sánchez | Caisse d'Epargne |

## Algemeen klassement
| Plaats    | Naam                  | Ploeg              | Tijd      |
| --------- | --------------------- | ------------------ | --------- |
| Gele trui | Andy Schleck          | Team Saxo Bank     | 43u35'41" |
| 2         | Alberto Contador      | Astana             | + 0'41"   |
| 3         | Samuel Sánchez        | Euskaltel-Euskadi  | + 2'45"   |
| 4         | Denis Mensjov         | Rabobank           | + 2'58"   |
| 5         | Jurgen Van den Broeck | Omega Pharma-Lotto | + 3'31"   |
| 6         | Levi Leipheimer       | Team RadioShack    | + 3'59"   |
| 7         | Robert Gesink         | Rabobank           | + 4'22"   |
| 8         | Luis León Sánchez     | Caisse d'Epargne   | + 4'41"   |
| 9         | Joaquím Rodríguez     | Katjoesja          | + 5'08    |
| 10        | Ivan Basso            | Liquigas-Doimo     | + 5'09"   |

## Nevenklassementen

### Puntenklassement
| Plaats      | Naam                | Ploeg               | Punten |
| ----------- | ------------------- | ------------------- | ------ |
| Groene trui | Thor Hushovd        | Cervélo             | 124    |
| 2           | Alessandro Petacchi | Lampre-Farnese Vini | 114    |
| 3           | Robbie McEwen       | Katjoesja           | 105    |
|             |                     |                     |        |
| 17          | Jürgen Roelandts    | Omega Pharma-Lotto  | 47     |
| 41          | Robert Gesink       | Rabobank            | 22     |

### Bergklassement
| Plaats        | Naam              | Ploeg                 | Punten |
| ------------- | ----------------- | --------------------- | ------ |
| Bolletjestrui | Anthony Charteau  | Bbox Bouygues Télécom | 85     |
| 2             | Jérôme Pineau     | Quick Step            | 85     |
| 3             | Christophe Moreau | Caisse d'Epargne      | 62     |
|               |                   |                       |        |
| 11            | Robert Gesink     | Rabobank              | 32     |
| 17            | Mario Aerts       | Omega Pharma-Lotto    | 19     |

### Jongerenklassement
| Plaats     | Naam             | Ploeg              | Tijd      |
| ---------- | ---------------- | ------------------ | --------- |
| Witte trui | Andy Schleck     | Team Saxo Bank     | 43u35'41" |
| 2          | Robert Gesink    | Rabobank           | + 4'22"   |
| 3          | Roman Kreuziger  | Liquigas-Doimo     | + 5'11"   |
|            |                  |                    |           |
| 11         | Francis De Greef | Omega Pharma-Lotto | + 54'05"  |

### Ploegenklassement
| Plaats | Ploeg            | Tijd       |
| ------ | ---------------- | ---------- |
| 1      | Caisse d'Epargne | 131u05'36" |
| 2      | Team RadioShack  | + 0'31"    |
| 3      | Astana           | + 0'35"    |

## Opgaves
- Fabio Felline (Footon-Servetto) (niet gestart)
- Vladimir Karpets (Team Katjoesja) (niet gestart)
- Roger Kluge (Team Milram) (niet gestart)
- Simon Gerrans (Team Sky) (niet gestart)
- Markus Eibegger (Footon-Servetto)